# Henry (Tennessee)
Henry és una població dels Estats Units a l'estat de Tennessee. Segons el cens del 2000 tenia 520 habitants.

## Demografia
Segons el cens del 2000, Henry tenia 520 habitants, 191 habitatges, i 141 famílies. La densitat de població era de 167,3 habitants/km².
Dels 191 habitatges en un 40,3% hi vivien nens de menys de 18 anys, en un 52,4% hi vivien parelles casades, en un 19,4% dones solteres, i en un 25,7% no eren unitats familiars. En el 20,9% dels habitatges hi vivien persones soles el 7,9% de les quals corresponia a persones de 65 anys o més que vivien soles. El nombre mitjà de persones vivint en cada habitatge era de 2,72 i el nombre mitjà de persones que vivien en cada família era de 3,16.
Per edats la població es repartia de la següent manera: un 30,2% tenia menys de 18 anys, un 8,7% entre 18 i 24, un 31,5% entre 25 i 44, un 19% de 45 a 60 i un 10,6% 65 anys o més.
L'edat mediana era de 33 anys. Per cada 100 dones de 18 o més anys hi havia 88,1 homes.
La renda mediana per habitatge era de 26.333 $ i la renda mediana per família de 30.714 $. Els homes tenien una renda mediana de 21.250 $ mentre que les dones 21.667 $. La renda per capita de la població era de 12.663 $. Entorn del 15% de les famílies i el 18,7% de la població estaven per davall del llindar de pobresa.

## Poblacions més properes
El següent diagrama mostra les poblacions més properes.